# Clockhammer
Clockhammer est un groupe de metal alternatif américain, originaire de Nashville, dans le Tennessee. Le groupe, formé en 1987, est à l'origine composé de Byron Bailey (chant, guitare), Christian Nagle (chant, guitare), Matt Swanson (basse) et Ken Coomer (batterie). Clockhammer gagne vite un succès local réalisant des premières parties de groupes comme Firehose, DC3 et Meat Puppets. Après une altercation entre Nagle et Swanson à l'été 1988, Nagle quitte le groupe et continue le lycée. Au début des années 1990, le trio devient populaire sur la scène musicale lycéenne et beaucoup prédisent une percée du groupe. Le groupe se sépare en 1995.

## Biographie

### Formation (1987-1992)
Originellement élèves de la Vanderbilt University, Christian Nagle et Matt Swanson forment le groupe et recrutent Byron Bailey (chant, guitare), Nagle (chant, guitare), Swanson (basse), et Ken Coomer (batterie). Clockhammer se popularise peu après à l'échelle locale, ouvrant pour des groupes comme Firehose, DC3, et Meat Puppets. Après une altercation l'été 1988, Nagle quitte le groupe et continue le lycée. Le groupe continuera de son côté en tant que trio.
Au début des années 1990, le trio devient populaire sur la scène musicale lycéenne et beaucoup prédisent une percée du groupe. Le jeu de Bailey passe un palier au moment de l'enregistrement du premier album comme l'atteste l'intro de la chanson Extra Crispy. Les paroles de chansons comme Sun Goes Black s'orientent jazz metal. Le jeu de Bailey attire l'intérêt du public du club Exit/In de Nashville. L'année 1992 assiste à la sortie de l'album Klinefelter, mais sonne également la fin du groupe à cause de divergences musicales et de problèmes financiers. Après le départ de Bailey en milieu de tournée cette même année, le trio se sépare.

### Reformation (1992-1995)
Bailey et Nagle reforment Clockhammer en 1993, avec Mark Smoot (basse), et Chris Gallo (batterie). Nagle et Smoot jouent ensemble dans un projet musical appelé Chainsaw Jazz, et Smoot et Gallo dans un groupe appelé Jaws of Life. Cette dernière formation de Clockhammer ne produit d'un album, So Much for You au label Houses in Motion, et ne sera jamais publié aux États-Unis. Finalement, le groupe se sépare d'un commun accord en 1995.

## Discographie
- 1991 : Clockhammer
- 1992 : Klinefelter
- 1992 : Carrot (single)
- 1994 : So Much for You